# Ornithoica bistativa
Ornithoica bistativa är en tvåvingeart som beskrevs av Maa 1966. Ornithoica bistativa ingår i släktet Ornithoica och familjen lusflugor. Inga underarter finns listade i Catalogue of Life.